# Kap Disappointment (Powell Island)
Kap Disappointment ist ein Kap in der Mitte der Westseite von Powell Island im Archipel der Südlichen Orkneyinseln.
Der britische Robbenfängerkapitän George Powell und sein US-amerikanisches Pendant Nathaniel Palmer benannten so bei ihrer gemeinsamen Erkundungsfahrt zu den Südlichen Orkneyinseln im Dezember 1821 ursprünglich das südliche Ende von Powell Island. Sie spielten damit auf ihren Unwillen an, diese Erkundungsfahrt wegen schwindender Vorräte und ungünstiger Winde abbrechen zu müssen. Diese Benennung ist inzwischen auf das hier beschriebene Kap übergegangen.